# Enrique Sánchez Ruiz
Enrique Sánchez Ruiz (Cuernavaca, 8 de abril de 1948) es un académico mexicano, pionero en la investigación en comunicación en México, especializado en el análisis histórico, político y económico de los medios de comunicación. 

## Reseña biográfica
Enrique Sánchez Ruiz estudió el doctorado (Ph.D.) en Educación y Desarrollo Internacional en la Universidad Stanford. También en Stanford, hizo la Maestría (M.A.) en Comunicación y Desarrollo. Estudió Licenciatura en Ciencias de la Comunicación en el ITESO, Universidad Jesuita de Guadalajara. Es especialista en el estudio de las industrias culturales y políticas públicas desde un enfoque de economía política. Otra línea de investigación importante ha sido sobre Medios de Comunicación y Democracia. Su obra comprende análisis históricos, propuestas teórico-metodológicas y reflexiones epistemológicas para el estudio de los medios. Contribuyó en la constitución del Centro de Estudios de la Información y la Comunicación (CEIC) de la Universidad de Guadalajara, que en los noventa se transformó en el Departamento de Estudios de la Comunicación Social (DECS). Es también co-fundador de la Revista Comunicación y Sociedad, una de las primeras publicaciones enfocadas en la difusión del conocimiento científico de las disciplinas de la comunicación, considerada de las revistas en español de mayor impacto en el campo académico de la comunicación. En la Universidad de Guadalajara, fue Director del CEIC y de la División de Estudios de la Cultura (DEC) y coordinó el Doctorado en Ciencias Sociales y el Doctorado en Educación. Fue presidente de la Asociación Mexicana de Investigadores de la Comunicación (1987- 1989), de la Asociación Latinoamericana de Investigadores de la Comunicación (1992-1995) y de la Asociación Iberoamericana de Comunicación (2007-2009).

## Algunas publicaciones
- Political Economy of Media and Communication. Methodological Approaches. Nueva York y Londres: Routledge 2024. (Capítulo sobre Enfoque Histórico Estructural)
- Qué Pasa con el Estudio de los Medios. Diálogo con las Ciencias Sociales en Iberoamérica. Sevilla 2011 (Coordinador y autor).
- Una Historia Contemporánea de México. México, Editorial Océano, 2007 (capítulo sobre los medios de comunicación)

- Situación Actual y Perspectivas de la Industria Cinematográfica en México y en el Extranjero. México, Universidad de Guadalajara, 2006. (Coordinador y autor).
- Medios de Comunicación y Democracia.  Colombia, Editorial Norma, 2005.
- Comunicación y Democracia. México: Instituto Federal Electoral, 2004.

- Hollywood y su hegemonía planetaria: una aproximación histórico-estructural. México, Universidad de Guadalajara, 2004.
- Medios de Difusión y Sociedad. Notas Críticas y Metodológicas. México, Universidad de Guadalajara, 1992.
- Centralización, Poder y Comunicación en México. México, Universidad de Guadalajara, 1987.
- Teleadicción Infantil: ¿mito o realidad?. México, Universidad de Guadalajara,1989.